# Rio Ouro Preto
Pour les articles homonymes, voir Ouro Preto (homonymie).
Le rio Ouro Preto (« Or noir ») est un cours d'eau brésilien qui baigne l'État de l'Acre.